# Asplenium caucasicum
Asplenium caucasicum là một loài thực vật có mạch trong họ Aspleniaceae. Loài này được (Fraser-Jenk. & Lovis) Viane mô tả khoa học đầu tiên năm 2003.